# John Poulett (1er comte Poulett)
John Poulett, 1er comte Poulett (environ 1668 - 28 mai 1743) est un pair anglais.

## Biographie
Il est le fils de John Poulett (3e baron Poulett) et de sa seconde épouse, Susan Herbert, fille de Philip Herbert (5e comte de Pembroke). Il est le mécène le plus constant de Thomas Gibson, un peintre du XVIIIe siècle.
Le 14 avril 1702, il épouse Bridget Bertie, fille de Peregrine Bertie (1634-1701) et petite-fille de Montagu Bertie (2e comte de Lindsey), dont il a 8 enfants :
- John Poulett (2e comte Poulett) (1708 - 1764), fils aîné et héritier.
- Peregrine Poulett (décédé en 1752), député de Bridgwater
- Vere Poulett (3e comte Poulett) (1710 - 1788)
- Anne Poulett (1711-1785)
- Bridget Poulett, épouse de John Pollexfen Bastard (en)
- Catherine Poulett (décédée en 1758), épouse de John Parker (1er baron Boringdon) (1735-1788), de Saltram, Devon.
- Susannah Poulett (décédée en 1788)
- Rebecca Poulett (décédée en 1765)